# Elecciones provinciales de Formosa de 1958
Las elecciones generales de la provincia de Formosa de 1958 tuvieron lugar el domingo 23 de febrero del mencionado año con el objetivo de elegir, en fórmula única, a un Gobernador y a un Vicegobernador, así como a 25 escaños de una Legislatura Provincial, que constituirían los poderes ejecutivo y legislativo de la provincia para el período 1958-1962. Fueron unos comicios de carácter histórico, ya que serían las primeras elecciones que realizaría Formosa desde su provincialización, con el objetivo de establecer sus primeras instituciones autónomas constitucionales. Sin embargo, las elecciones no fueron completamente libres debido a que tuvieron lugar en el marco de la dictadura militar autodenominada Revolución Libertadora, que había derrocado en 1955 al gobierno constitucional de Juan Domingo Perón y proscripto al anteriormente gobernante Partido Peronista (PP) para participar en las elecciones. Es por eso que los comicios provinciales coincidieron con las elecciones presidenciales y legislativas que organizó la dictadura para normalizar la situación del país.
En el contexto de la aplastante victoria nacional de Arturo Frondizi, candidato de la Unión Cívica Radical Intransigente (UCRI) apoyado por Perón, en Formosa triunfó y fue elegido Luis Gutnisky con el 51.65% de los votos válidamente emitidos contra el 31.90% de Alberto Domingo Montoya, de la Unión Cívica Radical del Pueblo (UCRP). Simultáneamente, la UCRI obtuvo mayoría absoluta en la cámara legislativa con 14 de los 25 escaños contra 9 de la UCRP, 1 del Partido Demócrata Formoseño (PDC) y 1 del Partido Demócrata Cristiano (PC). La UCRI triunfó en todos los municipios excepto en Pozo del Tigre, del Departamento Patiño, donde ganó la UCRP. La participación fue del 79.92% del electorado registrado.
Gutnisky no pudo completar su mandato constitucional ya que falleció en un accidente de avión el 30 de diciembre de 1959. Fue sucedido por su vicegobernador Emilio Tomás, quien tampoco completó el mandato debido a la intervención de la provincia durante el golpe de Estado de 1962.